# Hennediella steereana
Hennediella steereana är en bladmossart som beskrevs av Richard Henry Zander 1993. Hennediella steereana ingår i släktet Hennediella och familjen Pottiaceae. Inga underarter finns listade i Catalogue of Life.